# 林瑞麟
林瑞麟，大紫荊勳賢，GBS，OBE（1955年11月24日—），前任香港特別行政區政務司司長，於1978年加入香港政府成為政務主任，之後曾任職於多個政府部門。2002年起擔任政制事務局局長期間，代表政府推行過不少棘手政策，如政改方案、遞補機制等，由於在政制議題上，林瑞麟跟隨中央政府意志，又常以官腔風格應對，泛民主派指他唯命是從、陳腔濫調，凡事聽命於中央意旨，部分人稱其為「人肉錄音機」、「林公公」。2011年9月，民望處於低位的林瑞麟，在一片爭議聲中代替唐英年出任政務司司長。

## 簡歷
- 1968年: 香港高主教書院小學部畢業
- 1973年: 香港華仁書院中五畢業，1969年曾獲得香港校際朗誦節東方籍初級組英詩朗誦亞軍[10]
- 1975年: 香港華仁書院中七畢業[註 1]
- 1978年：香港大學社會科學學士（二級榮譽[11]），1983年取得倫敦大學法學士
- 1978年10月：加入政務主任職系
- 1979年6月：醫務衛生署政務主任（策劃）
- 1980年8月：助理環境司（後改稱助理運輸司）
- 1982年9月：房屋署政務主任（行政）
- 1984年4月：駐英辦事處政務主任（總部）
- 1985年4月：晉升為高級政務主任
- 1987年4月：晉升為首長級丙級政務官
- 1987年10月：首席助理經濟司
- 1989年7月：布政司政務助理
- 1991年9月：香港駐多倫多經濟貿易辦事處處長
- 1993年1月：晉升為首長級乙級政務官
- 1994年9月：副憲制事務司（特別職務）
- 1994年12月：副憲制事務司（1）
- 1996年1月：晉升為首長級乙一級政務官
- 1996年4月：布政司高級政務助理
- 1997年1月：交接儀式統籌處處長
- 1997年12月：律政司政務專員
- 1998年1月：晉升為首長級甲級政務官
- 1999年1月：出任行政長官辦公室新聞統籌專員
- 2002年7月1日：政制事務局局長，是當時最年輕的問責制官員（此紀錄已被律政司司長黃仁龍於2005年打破）
- 2007年7月1日：出任政制及內地事務局局長
- 2009年：獲頒發金紫荊星章
- 2011年9月30日：接替唐英年成為政務司司長[12]
- 2012年：獲頒發大紫荊勳章
- 2012年至今：到牛津大學修讀神學文憑，一年後畢業。現於香港不同教會或機構自由講道。

## 政治事件

### 八萬五政策
1997年，香港第一任行政長官董建華在施政報告宣佈，擬每年興建85,000個房屋單位，期後亞洲金融風暴爆發，樓價急跌，但政府一直並無表明政策改變，直至2000年6月一次記者訪問中，董建華當被問及會否修訂「八萬五」目標時；才突然表示“八萬五政策自1998年已未再提起，亦已經不再存在”，引來“不提及等同不存在”的笑話，令政府幾乎受到全城圍攻。2005年6月，前中央政策組全職顧問練乙錚後來撰文透露，董建華決定放棄八萬五之後，開會研究宣佈安排，練建議政府要大方得體向公眾解說政策改變，但董建華最後卻聽取林瑞麟意見，認為弱勢政府不能公開認錯，應該大事化小，小事化無。後來時任政制事務局長林瑞麟反駁，稱自己曾多次向董建華建議，應明確表示不再維持「八萬五」政策。

### 職位爭議
1999年，時任特首董建華為改善與傳媒及公眾之間的溝通，在特首辦公室設立新聞統籌專員一職，由林瑞麟出任，工作範圍主要是促進政府、傳媒與公眾的溝通；加強政府與政界人士的聯繫；出任特首辦的發言人；統籌政府整體公眾形象；出席立法會會議；就與傳媒有關的事宜，解釋政府的立場及政策等，總之涉及一切特首辦與政府的公關事宜。
有評論認為設立此職是董建華的「良好個人意願」，除非林瑞麟神通廣大，否則必然吃力不討好，是百份百的不可能完成的任務。結果此職位惹來爭議。除了其月薪高達十八萬的司級官員職位是否恰當外，也跟其他政府部門功能與職責重疊。
同年，新聞統籌專員一職由林瑞麟出任，他效法美國白宮發言人，每周舉行一次記者會，但林瑞麟多以標準答案回答，沒甚新聞價值，出席記者極少，後來該安排最終亦取消。2002年，政府於將新聞統籌專員一職改為由特首辦主任負責，被傳有機會出任特首辦主任的林瑞麟，被議員多番質疑，當時民主黨立法會議員楊森形容此為：「中國宮廷政治色彩，位置不高，但權力最大。」，另一民主派獨立議員黃宏發形容這職位「差不多是公公」角色，又稱「公公權傾朝野，實際非驢非馬」，從此林多了個「林公公」稱號。
2002年轉任為政制事務局局長的林瑞麟，其職責是協助推動政制發展，確保香港特區的對外事務按照《基本法》處理等，但林卻被認為凡事聽命中央政府，沒有將港人的民主訴求反映給中央，曾被部分民主派在議會公開指責是「林公公」。立法會議員黃毓民認為林瑞麟言論一向是陳腔濫調、唯命是從、完全沒有新意，更直斥林瑞麟答非所問，替他改绰号稱做「人肉錄音機」。由於他的官腔官調已「深入民心」，在另一公開場合，公民黨黨魁兼執業資深大律師余若薇直呼林瑞麟為「林公公」，林瑞麟則反駁對方不用叫他外公，大家只是平輩。

### 訪台及對兩岸政見
2009年6月4日，林瑞麟率團訪問臺灣，他也是1997年香港回歸後首名以官式身分到訪臺灣的局長，主要是與臺灣商討臺港合作的安排。林瑞麟此次官式訪臺，陸委會則派出官員接機。他在歡迎晚宴上致辭發表與中共一貫對臺主張無分別的措辭，林瑞麟說臺灣與中國統一後發展空間會更寬更，一國兩制可解決香港、澳門的問題，是國策。又稱若臺灣願意從一個國家這個原則開始，問題總是可以解決的。

### 遞補機制爭議
2011年5月，特區政府宣佈為防止類似「五區公投」重演，由林瑞麟負責推銷草案，提出《2011年立法會（修訂）條例草案》，取消議席出缺後的補選，改為該選區得票第二最高的參選人當選，並宣稱未有在「五區公投」中投票的大部份選民支持政府的方案而拒絕作公眾諮詢。大律師公會曾四度發聲明要求政府撤回方案，以作充份諮詢，律師會亦要求政府擱置立法，超過五百名學者發表聯署公開信反對取消補選。但政府不理主流民意一再拒絕，觸發接近22萬人參加七一大遊行，大部份人要求林瑞麟問責下台。隨著民意表態，建制派議員開始轉軚。2011年7月4日，政務司司長唐英年宣佈押後二讀條例，並作出兩個月公眾諮詢。機制最終在2012年落實，議員辭職後半年內不能參選，但會舉行補選選出新的議員遞補。

### 不留任至新政府
2012年5月6日，林瑞麟表示不會留任至新一屆梁振英為首的特區政府，成為首個公開表明不留任的官員。林決定在本屆任期完結後與妻子前往英國牛津大學修讀神學文憑課程。又表示政治生涯有一定時限，要「知所進退」及形容自己的公務生涯是「今生無悔」。

## 評價

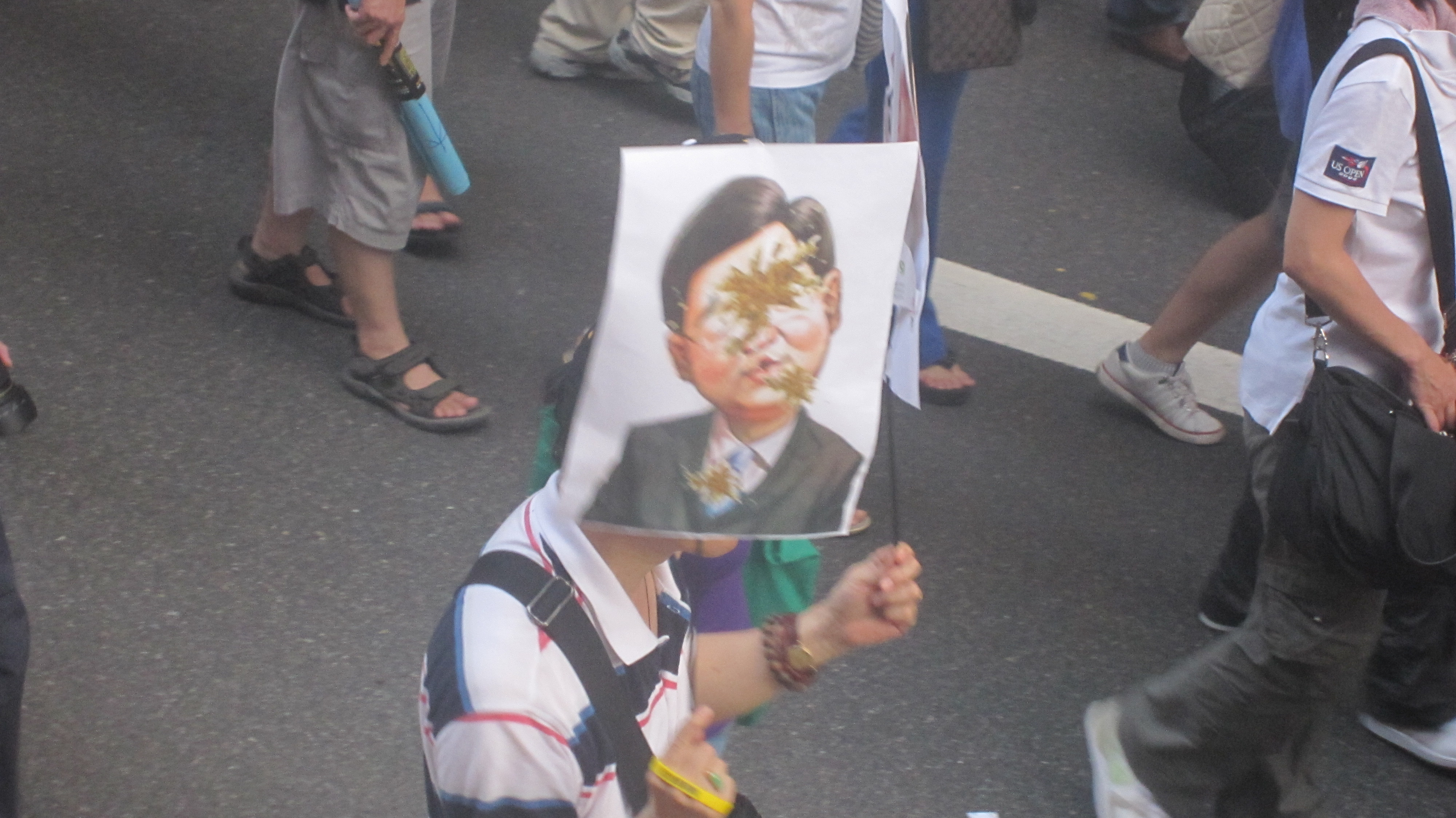
2011年的七一遊行，林瑞麟成為民眾針對目標之一

### 訪臺期間遭揶揄
2009年6月，林瑞麟訪臺期間遭台灣媒體揶揄，中天電視主播形容林瑞麟時說：「林瑞麟在香港很有名，他主要是推動全民普選，但他的表現卻被香港民眾認為他對北京言聽計從，諷刺他為『林公公』，還有『人肉錄音機』的稱號」，畫面上大字標題寫上：「人肉錄音機 首位港官林瑞麟將訪台」，並播出香港音樂組合惡搞要求《瓜分林瑞麟三十萬薪金》的歌曲。一向諷刺時弊的香港電台電視節目《頭條新聞》引用該新聞片段，稱其丟臉，再對林瑞麟諷刺一番。

### 被讚情緒智商高
2011年7月，林瑞麟「硬銷」遞補機制，引起滿城風雨，部分市民大罵要他下台。新民黨主席葉劉淑儀接受電台節目訪問，她將林瑞麟對比起自己當年推銷《基本法》23條激起的民情，並稱讚林EQ（情緒智商）高，別人怎樣說也無法激怒到他，並且保持一貫官方口徑，算是稱職。2011年10月，香港特別行政區行政長官曾蔭權被問到為何升任民望極低的林瑞麟升任為政務司司長，曾蔭權指林瑞麟的情緒智商高，為人謙虛，不計較民望，是政務司司長的上選。但資深傳媒工作者吳志森則認為林瑞麟只是臉皮厚。

### 與陳方安生的關係
據《星島日報》特稿指出，在1987年，林瑞麟首度成為當時為經濟司的陳方安生下屬，林的表現深獲陳方安生欣賞。1993年底，陳方安生成為首位華人布政司，兩年後，她即調任林瑞麟出任她的高級政務助理，翌年更提拔他出任交接儀式統籌處處長，林瑞麟在短短兩年間，由首長薪級第四級升到第六級。而一般政務官平均需要六、七年才能在這一級跳升。1997年香港主權移交中國後，陳方安生安排林瑞麟出任前律政司司長梁愛詩的政務專員，以及前特首董建華的行政長官辦公室新聞統籌專員。部分官場中人當時將這兩項任命視作陳方安生“安插”自己人。林瑞麟在陳方安生出掌政務司的七年間也又再連升三級，與他差不多同期做政務官的官員都在他幾級之下。不過，自從林瑞麟出任特首辦新聞統籌專員後，與陳方安生的關係開始疏遠，後來陳方安生更在一次議會上公開斥責林瑞麟，引起兩人存在不和之嫌。
事沿在2008年8月21日的立法會政制事務委員會上，會議正在討論政府不立例規管機構處理票站調查資料。陳方安生發言抨擊時任政制及內地事務局局長林瑞麟，說自己當年沒有“帶眼識人，想不到林瑞麟今日會混淆視聽”。陳方安生又說，與林瑞麟相識並共事幾十載，當前的表現不像自己以前所認識的林瑞麟，對此感到遺憾和痛心。2011年9月，林瑞麟出任政務司司長，其前上司，前政務司司長陳方安生寄言林在言行上要以身作則。她又稱，市民最希望見到林瑞麟可以顯示他為人正直及有勇氣維護一國兩制。

### 民望低迷
2011年10月，香港大學民意調查發現新任政務司長林瑞麟的支持度評分為38.5分，是有史以來所有政務司長支持度評分的最低。而前任政務司長唐英年，在離任前的支持度評分亦有48.6分。早於2010年的民意調查，林瑞麟的民望已出現負值，即反對率高於支持率。2011年10月9日，有市民指摘政府漠視民意，委任低民望的人出任高官，上任才10天的林瑞麟，遭團體發起遊行反對，要求他下台，有超過2,000人響應，2012年2月中旬，民意調查顯示，出任政務司長的林瑞麟支持度分別只得13%。

## 軼事
林瑞麟之兄林桂彬為退休警司，駐守刑事情報科期間策劃拘捕葉繼歡成功。
2011年4月，林瑞麟在瑪麗醫院檢查心臟，隨後接受经皮冠状动脉介入治疗（俗稱：通波仔）手術，翌日便出院如常上班。但有批評指政府近月多次沒有在高官患病入院時及時對外通報事件，有負公眾知情權和未能釋除公眾疑慮。

## 資料來源
1. 1 2  . 太陽報. 2011-06-18  [2011-06-22]. （原始内容存档于2020-04-29） （中文（繁體））.
2. 1 2  . 蘋果日報. 2011-05-30 （中文（繁體））.
3. 1 2  . 明報. 2010-06-26 （中文（繁體））.[永久]
4. ↑  . 蘋果日報 (香港). 2002-06-28  [2020-07-14]. （原始内容存档于2020-07-14）.
5. ↑  . 蘋果日報 (香港). 2015-04-16  [2020-07-14]. （原始内容存档于2020-07-15）.
6. ↑  林泉訃聞. 華僑日報. 1968-01-16. 第二張第二頁.
7. ↑  隔牆有耳：林公公兄弟齊下崗 （页面存档备份，存于）. 蘋果日報／聞庫. 2012-05-28.
8. ↑  政情：林D9其實好幽默？ （页面存档备份，存于）. 東方日報. 2009-12-22.
9. ↑  2000人遊行反林瑞麟 （页面存档备份，存于）【明報專訊】2011-10-10
10. ↑  . 華僑日報. 1969-03-09: 11  [2023-11-09]. （原始内容存档于2023-11-11）.
11. ↑  . 華僑日報. 1978-11-15: 15  [2022-06-04]. （原始内容存档于2023-10-31）.
12. ↑  政務司司長 林瑞麟 （页面存档备份，存于）GovHK 香港政府一站通 2011年9月
13. ↑  李慧玲﹕那些年，我們一起見過的林瑞麟[永久] 明報專訊 2011-10-07
14. ↑  林瑞麟反駁練乙錚 曾向董建議公布棄八萬五 （页面存档备份，存于）明報通識網 2005年7月1日
15. ↑  新聞專員能為特首做什麼？ （页面存档备份，存于）傳媒透視 祝依恩 傳媒評論員 1999年
16. ↑  特首办公室主任被轰宦官当道 （页面存档备份，存于）大纪元 5/15/2002 1:52:26 PM
17. ↑  . 明報. 2011-10-01  [2011-10-02]. （原始内容存档于2011-10-23） （中文（繁體））.
18. ↑  . 星島環球網. 2009-01-08  [2009-11-15]. （原始内容存档于2010-03-17） （中文（繁體））.
19. ↑  . 文匯報. 2010-04-19  [2010-04-19]. （原始内容存档于2010-04-22） （中文（繁體））.
20. ↑  林瑞麟今晤陸委 商台港合作架構 （页面存档备份，存于） 大紀元 2009-06-04
21. ↑  .   [2011-12-02]. （原始内容存档于2010-08-14）.
22. ↑  林瑞麟不留任牛津讀神學 （页面存档备份，存于）星島日報 2012-05-07
23. ↑  . 明報. 2009-06-08 （中文（繁體））.[永久]
24. ↑  瓜分林瑞麟三十萬薪金 （页面存档备份，存于）youtube 2009-04-21 上傳
25. ↑  . 臺灣: 中天新聞.   [2009-06-08]. （原始内容存档于2021-03-18）.
26. ↑   (電視節目). 香港: 香港電台. 2009-06  [2011-07-06]. （原始内容存档于2020-06-25）.
27. ↑  葉劉讚林瑞麟EQ高[永久] 明報專訊 2011年7月7日
28. ↑  煲呔讚林瑞麟 EQ強　惹來竊笑 （页面存档备份，存于）蘋果日報 2011年10月18日
29. ↑  EQ高臉皮厚的林瑞麟會做多久 （页面存档备份，存于）蘋果日報 吳志森 2011年10月19日
30. ↑  陳方安生罵林瑞麟震動官場 惹來一片批評聲 （页面存档备份，存于）星島環球網 2008-04-22
31. ↑  陳太盼林瑞麟顯正直骨氣 （页面存档备份，存于）明報 2011-10-08
32. ↑  陳方安生冀林瑞麟言行上以身作則[永久]香港電台網站 2011-10-07
33. ↑  林瑞麟成最低民望政務司長[永久]香港新浪網 2011-10-07
34. ↑  政制及內地事務局局長林瑞麟民望 （页面存档备份，存于）香港大學民意研究計劃 14/12/2010
35. ↑  民望低升職引不滿 千人遊行促林瑞麟下台 （页面存档备份，存于）財經日報（香港） 2011年10月10日
36. ↑  高官支持度林瑞麟最低[永久]明報 2012-02-15
37. ↑  . 長青網-明報. 2011-04-07  [2018-10-20]. （原始内容存档于2018-10-20）.
38. ↑  . 東方日報. 2011-04-08  [2018-10-20]. （原始内容存档于2020-04-29）.